# Grill (efternamn)
Grill är ett svenskt efternamn, som burits av bland andra:
- Abraham Grill – flera personer
  - Abraham Grill den äldre (1674–1725), köpman
  - Abraham Grill den yngre (1707–1763), köpman
- Adolf Ulric Grill (1752–1797), bruksägare och vetenskaplig samlare
- Andreas Grill – flera personer
  - Andreas Grill (musiker) (född 1967), kompositör och musikproducent
  - Andreas Grill (politiker) (1827–1889), bruksägare, politiker och målare
- Ann Grill (född 1948), konstnär och författare
- Anna Johanna Grill (1720–1778), tecknare
- Balthazar Grill (1857–1942), industriman
- Baltzar Grill (död 1697), glasmästare och guldsmed
- Claes Grill (olika betydelser)
  - Claes Grill (1705–1767), köpman och bruksidkare
  - Claes Grill (1750–1816), köpman
  - Claës Grill (1813–1879), läkare
  - Claes Grill (1817–1907), militär och författare
  - Claes Grill (1851–1919), entomolog och militär
- Eva Helena Grill (1908–1993), sångerska och textförfattare
- Eric Grill (1891–1968), militär
- Erik Grill (1912–2007), historiker
- Gerda Grill (1871–1932), företagare
- Gustaf Grill (1860–1910), läkare och företagare
- Jean Abraham Grill (1736–1792), köpman, direktör och bruksägare
- Johan Abraham Grill (1719–1799), köpman och brukspatron
- Johan Wilhelm Grill (1815–1864), bruksägare och donator
- Kalle Grill (född 1976), filosof
- Lukas Grill (född 1993), tysk fotbollsspelare
- Marja Grill (född 1975), journalist
- Märta Grill (1866–1951), konstnär